# Irma Dorantes
Irma Aguirre Martínez (Mérida, Yucatán, 21 de diciembre de 1934), conocida como Irma Dorantes, es una actriz y cantante mexicana. Fue conocida por haber sido una de las parejas románticas y sentimentales del también cantante y actor Pedro Infante, con quien protagonizó películas como También de dolor se canta (1950), Necesito dinero (1952) y Ansiedad (1953), con créditos y escenas.

## Biografía y carrera

### Primeros años
Irma Aguirre Martínez nació el 21 de diciembre de 1934 en Mérida, Yucatán, siendo hija de Arturo Aguirre Camacho y Graciela Martínez Dorantes. En su infancia, su familia se trasladó a vivir a Ciudad de México, donde su madre, decidida a convertirla en artista, solía llevarla a participar en concursos de radio. De igual forma, la llevó a audicionar en el grupo de teatro infantil del Palacio de Bellas Artes, donde la seleccionaron como extra en diversas producciones.

### Trayectoria actoral y vida
En 1947, a los 13 años de edad, hizo su debut en el cine con la película Los tres huastecos, estrenada en 1948. En dicha producción, conoció a Pedro Infante, con quien en 1949 inició un amorío. Con este último procreó a Irma Infante Aguirre, su única hija. Ambos se casaron ilegalmente el 10 de marzo de 1953, a pesar de que Infante seguía casado con María Luisa León. Tras cuatro años de luchas legales, el 9 de abril de 1957, León logró anular el casamiento entre Dorantes y Pedro ante la Suprema Corte de Justicia.
En 2007, lanzó un libro autobiográfico titulado Así fue nuestro amor, en el que habla sobre su romance con Pedro.

## Filmografía

### Cine
- 2014  La hija de Moctezuma ... Secretaria
- 2012  Cartas a Elena
- 2002  Olvidados ... Doña Esperanza
- 1999  Las delicias del poder ... Consuelo
- 1998  Perro de cadena
- 1998  Sucedió en el aguaje ... Doña Remedios
- 1998  Fuera de la ley  ... Lupe Arias
- 1998  Aunque seas ajena
- 1997  Dados cargados
- 1997  Jóvenes amantes
- 1995  Las nenas del quinto patio
- 1994  La dinastía de los Pérez ... Celeste
- 1994  Suerte en la vida (La Lotería III)
- 1994  Le pegaron al gordo (La Lotería II)
- 1993  Se equivocó la cigüeña ... Maestra
- 1991  Mí querido viejo
- 1989  La diosa del puerto ... Estela
- 1984  Entre hierba, polvo y plomo ... Marcela Guzmán
- 1973  Una rosa sobre el ring ... Cristina
- 1969  El jibarito Rafael
- 1968  Los amores de Juan Charrasqueado ... Alicia
- 1966  La mano de Dios ... Rosa Salazar
- 1966  Cuando el diablo sopla ... Aurora
- 1966  Duelo de pistoleros ... Teresa
- 1966  Falsificadores asesinos ... Rosita
- 1965  Nos lleva la tristeza ... Irma
- 1964  El rostro de la muerte ... Carmelita
- 1964  La banda del fantasma negro
- 1964  El revólver sangriento ... esposa de Ramón
- 1964  Dos inocentes mujeriegos ... Lupe
- 1964  Este amor sí es amor
- 1964  Nos dicen las intocables
- 1963  Dos alegres gavilanes ... Carmen Sánchez
- 1963  El amor llegó a Jalisco ... Luisa
- 1963  Qué bonito es querer ... Rosa / Martha
- 1963  Los parranderos
- 1963  La fierecilla del puerto ... Ana María
- 1962  Sol en llamas ... Imelda
- 1961  Pa' qué me sirve la vida ... Elvira Díaz
- 1961  Tres tristes tigres ... Rosita
- 1961  ¡Qué padre tan padre! ... Aurora Mancera
- 1961  Tres Romeos y una Julieta
- 1961  El globero ... Clemencia
- 1960  Orlak, el infierno de Frankenstein ... Elvira Dávalos
- 1960  Los fanfarrones ... Irma
- 1960  Juan Polainas
- 1960  Simitrio ... Margarita
- 1960  Las hermanas Karambazo
- 1960  Bala de Plata ... Teresa
- 1959  El sordo ... Lupita
- 1959  El cofre del pirata ... Lilia
- 1959  El Zorro Escarlata ... Gloria Carrión
- 1958  El jinete solitario
- 1958  El Zorro escarlata en la venganza del ahorcado
- 1958  Los tres vivales ... Flor
- 1958  El gran premio ... Hermana Piedad
- 1957  Pobres millonarios
- 1953  Padre nuestro
- 1953  Ansiedad ... Isabel Valdivia
- 1953  Pepe el Toro ... Lucha
- 1953  La bestia magnífica ... Teresita
- 1952  La alegre casada ... María Cristina
- 1952  El enamorado ... Gloria
- 1952  Ahora soy rico ... Chiqui
- 1952  Por ellas aunque mal paguen ... Mariana
- 1952  Los hijos de María Morales ... María Salvatierra (1952) de Fernando Méndez
- 1952  Mamá nos quita los novios ... Cristina
- 1952  Necesito dinero ... Lucy
- 1951  Menores de edad ... Lucía
- 1951  Mujeres sin mañana ... Alicia
- 1951  El grito de la carne ... Estudiante
- 1950  Sobre las olas ... Invitada a baile de palacio (sin acreditar)
- 1950  También de dolor se canta ... Luisa de René Cardona
- 1950  Médico de guardia ... La Seducida (Magdalena Orozco) (como Irma Dorante)
- 1949  Vagabunda ... Cuca (como Irma Aguirre)
- 1949  No desearás la mujer de tu hijo ... Polita de Ismael Rodríguez
- 1949  Otra primavera ... Invitada a fiesta (sin acreditar)
- 1949  La liga de las muchachas (sin acreditar)
- 1949  Doña Diabla ... Colegiala, compañera de Angélica (sin acreditar) de Tito Davison
- 1949  Una gallega en México ... Chica en mercado (no acreditada)
- 1949  La mujer del puerto ... Chica en carnaval (no acreditada)
- 1948  La dama del velo ... Invitada a fiesta (no acreditada)
- 1948  Salón México ... Estudiante (no acreditada)
- 1948  Los tres huastecos ... Compradora potosina

### Televisión
- Cuando me enamoro (2010-2011) .... Doña Catalina Vda. de Soberón
- Velo de novia (2003) .... Chabelita
- Tres destinos (1993)
- Ángeles blancos (1990) .... Tina
- Teresa (1989) .... Juana
- Tal como somos (1987) .... Sara
- Senda de gloria (1987) .... Carmen Álvarez
- Seducción (1986) .... Virginia
- La pasión de Isabela (1984) .... Azucena
- Amor ajeno (1983) Deborah
- Juventud (1980) .... Ofelia
- Sublime redención (1971) .... Tina
- Destino la gloria (1968) .... Toya
- Pueblo sin esperanza (1968)
- El refugio (1965)

## Premios y nominaciones
- En 1961, ganó el Macuilxóchitl a la Mejor Cantante Popular Femenina, premio otorgado por la Asociación Mexicana de Periodistas de Radio y Televisión (AMPERT).
- En 1963, fue nominada para recibir la Diosa de Plata a la Mejor Coactuación Femenina, por su participación en Sol en llamas (1962).
- En 2014, recibió el primer Jaguar de Oro de la Comisión Fílmica de Mérida y Yucatán.